# キャリーバック
キャリーバック（Carry Back、1958年 - 1983年）は、アメリカ合衆国のサラブレッドの競走馬、および種牡馬。1961年のアメリカクラシック三冠路線において、ケンタッキーダービーとプリークネスステークスの二冠を獲得した。1975年にアメリカ競馬殿堂入りを果たした。馬名は税金対策の用語に由来する。

## 経歴

### 出生
キャリーバックの調教師および実質的な馬主・生産者であるジャック・プライスは、もともと町工場の経営者であったが、48歳のときに経営から退き、競馬産業へと足を踏み入れた人物であった。彼自身は始めた頃について「20万ドル相当のおんぼろ馬を持っていただけであった」と語っているが、キャリーバックの所有以前にもジャスミンステークスなどを勝ったステイスムーチー（Stay Smoochie 1955年生、牝馬）などを所有していた。
キャリーバックは1958年生まれのサラブレッドの競走馬である。母ジョッピーは未勝利馬で、プライスがクレーミング競走において265ドルで落札した馬であった。父サギーはイースタンショアステークスなどの勝鞍がある競走馬で、チェサピークトライアルにおいて3歳時のサイテーションを破った唯一の馬である。両親ともに、以後もキャリーバック以外に目立った産駒はおらず、血統も先々代まで遡ってようやくエクイポイズやハイペリオンなどの名前が見えるという妙味の乏しい血統であった。
サギーは当初種付け料が750ドルと設定されていたが、プライスは手持ちの牝馬数頭と種付けすることを前提として値切り、結果400ドルまで種付け料を抑えた。そして母ジョッピーはメリーランド州でサギーに種付けされた後に、フロリダ州のオカラスタッドでキャリーバックを産んだ。
キャリーバックは額には星を持ち、ワーラウェイのようだと喩えられるほど尾が長い馬で、3歳当時の体高（キ甲＝首と背の境から足元まで）は15ハンド3インチ（約160センチメートル）という大柄な馬体であった。

### 幼駒時代
キャリーバックはジャックの調教のもと、妻キャサリン（またはプライス家の運営するドーチェスターファーム）の馬主名義で競走馬として登録された。
キャリーバックの経歴はフロリダから始まり、1960年1月29日のハイアリアパーク競馬場で迎えた未勝利戦（ダート3ハロン・10着）でデビュー、5月頃より東海岸に移り、以降11月まで毎月出走を繰り返し、2歳時から21戦もの競走に出走した。この頃からキャリーバックの代名詞とも言える出遅れ癖が出ていたが、同条件で迎えた2戦目で初勝利を挙げた。この年の勝鞍は5勝と出走数に比べて少ないものであったが、勝った競走でのパフォーマンスは高く、ガルフストリームパーク競馬場での5ハロン戦（約1006メートル）では57秒60の勝ち時計で同競馬場のトラックレコードを塗り替えている。また負けた競走でもレコード決着の末に2着となったものが2回ある。
ステークス競走には2月のフロリダブリーダーズステークスで初挑戦した（2着）。その後も2歳戦の王道路線で順調に入着を繰り返し、10月に迎えたカウディンステークスで初のステークス競走勝ちを収めた。同年はこのほかガーデンステートステークス（ガーデンステート競馬場・ダート8.5ハロン）と、年末のレムゼンステークス（アケダクト競馬場・8ハロン）で勝ちを挙げている。この後半2競走で手綱を取ったジョン・セラーズは、翌年のクラシック路線における主戦も担った。
キャリーバックは同年28万6299ドルを稼ぎ出し、その年の2歳馬で2番目の獲得賞金額を手にした。同年の2歳賞金王となったヘイルトゥリーズンとキャリーバックは何度か対戦しているが、初対決となったタイロステークス以外はいずれもキャリーバックが負けていた。しかしそのヘイルトゥリーズンは9月に種子骨を骨折、そのまま引退に追い込まれたため、キャリーバックはクラシック路線における大本命に推されるようになった。

### クラシック路線
キャリーバックのクラシックシーズンは、フロリダからの始動であった。このクラシックへの前哨戦街道において、キャリーバックの対抗馬として話題になった馬が、2歳時にはワシントンパークフューチュリティでトラックレコードを出すなどして注目を集めていたクロージャーであった。
同年における両馬の初対決は、キャリーバックの3歳シーズン初戦でもあったハイアリアパーク競馬場のバハマズステークスで、キャリーバックは4着、クロージャーは2着にであった。以後両馬は何度となく対戦を繰り返し、先行するクロージャーを後ろからキャリーバックが追いつめるという競走が何度も見られた。ファウンテンオブユースステークスではクロージャー（2着）に先着される（3着）ものの、エバーグレイズステークスでは同馬を破って優勝している。同地区における最大級の前哨戦であるフラミンゴステークスとフロリダダービーでも対決し、いずれもアタマ差の激戦をキャリーバックが制している。
その後ウッドメモリアルステークス2着を挟んで、キャリーバックは予定通りクラシック第1戦のケンタッキーダービーへと出走を果たした。同年のダービーには15頭が登録され、キャリーバックは単勝3.5倍の1番人気に支持され、最有力の対抗馬であったクロージャーが4.5倍（2番人気）、サンタアニタダービー優勝馬のフォーアンドトゥエンティがカップリングの6.3倍（3番人気）と続き、このほかでは前走ウッドメモリアルステークスでキャリーバックを破ったグローブマスターが9.7倍（6番人気）に支持されていた。
キャリーバックは大外14番のゲートに入った。スタートは失敗しなかったが最初から後ろにつけ、グローブマスターが馬群の先頭を走るなか、キャリーバックはバックストレッチまで後方集団に収まって進み続けた。しかし残り2ハロン（約402メートル）というところまで来てもキャリーバックは順位を上げず、先頭からは13馬身後方を走っていた。ケンタッキーダービーの歴史において追い込んで勝った馬は少なく、プライスも「残り5ハロンの標識の時点で終わったと思っていた」と当時絶望したことを述懐している。
キャリーバックは第3コーナー付近から徐々に順位を上げてゆき、最後の直線入口ではグローブマスターとフォーアンドトゥエンティ、そして先頭に立っていたクロージャーを捉える位置まで4馬身というところまで追いついてきた。最後の直線でこの3頭を交わし、2着クロージャーに3/4馬身の差をつけて優勝を飾った。この勝利によって、キャリーバックはフロリダ産のケンタッキーダービー馬であるニードルズの再来と称えられた。

### 三冠目の挫折
キャリーバックは続く第2戦プリークネスステークスに出走した。同競走は喩えられたニードルズが敗れた競走であったが、キャリーバックは再び出遅れながらも再び追い込み劇を見せ、2着グローブマスターに3/4馬身差をつけて優勝、三冠に王手をかけた。
しかしキャリーバックにはベルモントステークスの1マイル1/2（約2414メートル）の距離は長いと考えられ、三冠最終戦は懸念を抱えたままの出走であった。9頭が登録するなか、キャリーバックは単勝1.45倍の断然1番人気に推された。例によって後方からのスタートを切り、第3コーナーから追い上げを図ろうとしたものの、そこからの伸びを欠いて前に追いつけず、大穴シャーラックの優勝から遅れること約15馬身後方の7着で競馬を終えた。競走後のキャリーバックの足首には異常が見られ、競走中の不調の要因となったとみなされた。
キャリーバックはベルモントステークス後から8月まで休養を取り、8月26日の7ハロン（約1408メートル）の一般戦で復帰した。ここは古馬との混合戦であったが、5歳馬の古豪レアライスをクビ差破って勝ちを得ている。9月2日にはジェロームハンデキャップに出走して再びシャーラックと対戦、128ポンド（約58.1キログラム）を背負いながらシャーラック、およびトラヴァーズステークス優勝馬のボープリンスなどを撃破した。
9月のユナイテッドネイションズハンデキャップは、キャリーバックにとって初の芝競走への挑戦であった。キャリーバックは123ポンド（約55.8キログラム）のトップハンデを課せられての出走で、7着に敗れている。翌戦は古馬との混合戦であるウッドワードステークスに出走、ここで前年の年度代表馬であるケルソと初対決したが、その力量差は歴然で、8馬身以上離された3着に敗れる惨敗であった。その後10月に入って、再び3歳限定戦のローレンスリアライゼーションステークスに出走したが、1マイル5/8（13ハロン・約2615メートル）はキャリーバックにとって厳しいもので、再びシャーラックに9馬身以上離されて敗北、3着で競走を終えた。
3連敗の後、キャリーバックは同年の最終戦として11月のトレントンハンデキャップに出走した。同競走には5歳の古豪インテンショナリーや、前走ローレンスリアライゼーションで2着だったアンビオポイズが出走していたが、キャリーバックはこれらを破って優勝、同年を勝ちで締めくくった。
この年16戦9勝、獲得賞金額は56万5349ドルに上る大活躍を見せた。同年の年度代表馬表彰においてはケルソが主要な部門を独占したものの、最優秀3歳牡馬部門においてはキャリーバックが満場一致で選出された。

### 苦闘の4歳初旬
4歳になっての始動は1月のフロリダからであった。初戦のパームビーチハンデキャップ、および2戦目のセミノールハンデキャップでは、休養中に増えた体重も原因して、前年末に破ったインテンショナリーにどちらも2着に敗れている。続くワイドナーハンデキャップの前にインテンショナリーが引退したが、127ポンド（約57.6キログラム）を背負ったキャリーバックは、7ポンド少ない斤量のヨーキーという馬にクビ差で敗れ、またしても2着に終わった。
その後もハンデキャップの差が響いたと見られる負けを、キャリーバックは何度も経験した。同年4戦目のニューオーリンズハンデキャップでは129ポンド（約58.5キログラム）を背負って16ポンド差の軽ハンデ馬2頭に先着され、ガルフストリームパークハンデキャップ（斤量126ポンド）では再びヨーキー（121ポンド）と、さらに軽量のジェイフォックス（112ポンド）にも敗れる3着であった。
同年初勝利を手にしたのは6戦目、4月20日に迎えたアケダクト競馬場での一般競走であった。ここで5馬身差をつけて楽勝したのち、再びグレイラグハンデキャップでハンデキャップ競走に挑むが、やはり斤量差に泣き、10ポンド軽いアンビオポイズの2着に敗れた。

### 新旧のライバルたち
5月になって、それまで休養していたケルソがようやく始動してきた。そのケルソ陣営が年初戦に選んだ競走が5月30日のメトロポリタンハンデキャップであったが、そこにはキャリーバックも同年の初ステークス勝ちを懸けて登録していた。
前年引退したエディ・アーキャロに代わって名手ウィリー・シューメーカーを鞍上に据えたケルソは、133ポンド（約60.3ポンド）を積まれながらも単勝1.6倍の断然人気に支持されていた。しかしこの競走を制したのはキャリーバックで、アケダクト競馬場における1マイルのトラックレコードのおまけつきで、ケルソを相手にしての大金星を挙げた。このときのキャリーバックが背負っていた斤量はケルソより10ポンド軽く、初めてハンデキャップ戦で斤量に恵まれる結果となった。またこの競走での勝ちにより、キャリーバックの獲得賞金は100万ドルの大台に達した。
キャリーバックとケルソの再対決は、ニューヨークハンデキャップ三冠第2戦のサバーバンハンデキャップであった。たったの4頭立てで行われたこの競走において、キャリーバックは126ポンドを積まれて2番人気、ケルソは132ポンドを積まれて1番人気に支持されていた。しかしこの競走を制したのは逃げ馬ボーパープルで、ケルソは2着、キャリーバックは最下位4着に沈んだ。
ボーパープルはその後もハンデキャップ差を味方につけて、キャリーバック・ケルソを相手に対等に立ちまわり、実力差がありながらもこの時期の「三強」の一角となる奇妙な関係を作っていった。サバーバンハンデキャップから10日後、モンマスパーク競馬場で行われたモンマスハンデキャップでこの3頭は再び轡を並べ、ここではキャリーバック（124ポンド）がモンマスパークの10ハロン（約2012メートル）のトラックレコードで優勝し、ケルソ（130ポンド）が2着、逃げを打てなかったボーパープル（117ポンド）が3着に入った。
ケルソはこの頃にウイルス性の疾病にかかってしまい、休養のため続くブルックリンハンデキャップには参戦せず、そのためキャリーバックは久々に8頭立てのなかでトップハンデ（127ポンド）となった。レースではボーパープル（116ポンド）が後続に3馬身半差をつけて軽快に逃げ切り、アケダクトの10ハロントラックレコードで優勝を飾った一方、キャリーバックは4着に終わっている。
8月4日に迎えたホイットニーステークスは久々にケルソやボーパープルのいない競走で、代わってクラシック路線でのかつてのライバル・クロージャーとの対決であった。130ポンドを背負っての出走であったが、19ポンド軽いクロージャーを破って優勝を果たしている。続くアケダクト競馬場の一般戦ではナイター競走を経験し、133ポンドを積まれながらもボーパープル（127ポンド・最下位4着）ら後続を8馬身突き放して快勝した。
9月3日に出走したアケダクトステークスは、クロージャーなどを含む4頭立てで行われた。ここでは14ポンド差を得たクロージャーが優勝し、128ポンドを積んでいたキャリーバックは先頭から1馬身差ながらも最下位4着に敗れている。

### 芝競走への挑戦
10月初頭、プライスはキャリーバックをフランスへと輸送し、世界最高峰の競走であった凱旋門賞へと出走させた。キングジョージ6世&クイーンエリザベスステークス勝ち馬のマッチらに混じって、キャリーバックは芝競走初挑戦ながらも3番人気に支持された。しかし初の芝競走、鞍上のアーサー・ブリーズリーも初騎乗、さらに前々からの懸念であった距離不安などの要因が見事に悪く作用し、勝ち馬ソルチコフから離されること5馬身3/4差の10着（24頭立て）に終わった。
アメリカに帰国したキャリーバックは、同年の目標をワシントンDCインターナショナルに設定され、そこへ向けて10月27日のマンノウォーステークスに出走した。ここではしばらく別路線に向いていたケルソや、ホーソーンゴールドカップ勝ちを挙げて意気上がるボーパープルらが同じく登録しており、モンマスハンデキャップ以来の3頭対決になった。定量戦で行われた同競走であったが、優勝したのはそれまでハンデキャップに恵まれてきたと思われていたボーパープルで、2着のケルソに2馬身の差をつけて、さらに2分28秒60のトラックレコードでの勝利であった。その一方で、キャリーバックは10頭立ての5着に終わっている。
大一番を前に、キャリーバックは11月3日のトレントンハンデキャップに出走した。ここは久々のダート戦であったが、トップハンデ129ポンドを積んだキャリーバックは、斤量118ポンドの3歳馬モンゴにハナ差敗れる2着で競走を終えた。
8月28日のハンデキャップ戦以来勝ち星のないまま、キャリーバックは11月12日のワシントンDCインターナショナルを迎えた。同年の当競走には日本から天皇賞・秋勝ち馬タカマガハラ、ソビエト連邦から現地のダービーを制したザペッグ、フランスから凱旋門賞でも対戦したマッチなどが招待され、一方のアメリカ勢もケルソやボーパープルらが登録していた。
レースはボーパープルが逃げる展開から始まったが、キャリーバックとケルソはこれを早々と捕らえ、そのまま2頭で先行争いを続けた。この先行争いの消耗戦でキャリーバックも疲れ果てて次第に後退、結果としてこの競走を制したのは後ろから来たマッチで、それから1馬身半離されてケルソが2着、キャリーバックはそこからさらに4馬身半離された3着に敗れた。
この敗戦を最後に、キャリーバックは競走馬を引退して種牡馬となった。この年は18戦して5勝、何度かケルソを破るも若干及ばず、同年の年度代表馬表彰もすべてケルソに掻っ攫われてしまった。

## 引退後

### 復帰
1963年、すでに26頭の牝馬と交配したキャリーバックであったが、繁殖のシーズンが終わると再び競走馬として走ることになり、8月17日のランダルパーク競馬場で行われたバックアイハンデキャップで復帰を果たした。ここでは12ポンド差のガッシングウィンドという馬に5馬身差をつけられる2着に終わったが、続くアトランティックシティ競馬場で登録した芝の一般戦において久々の勝ち鞍を挙げた。
その後も競走を続けたが、ユナイテッドネイションズハンデキャップではモンゴの3着、ウッドワードステークスではケルソに大きく引き離された4着、マンハッタンハンデキャップでは炎症を起こした影響もあって11着惨敗と、不甲斐ない成績が続いた。
11月2日のガーデンステート競馬場で迎えたトレントンハンデキャップにおいて、キャリーバックは119ポンドと同馬にしては比較的恵まれた斤量を与えられた。これが功を奏したのか、キャリーバックは2着モンゴを2馬身半離して優勝し、前年の借りを返すことに成功した。
この競走を最後に再び引退し、キャリーバックは完全に競走生活から身を退いた。最終的な生涯成績は61戦21勝、2着11回、3着11回。獲得賞金は1,241,165ドルで、これは当時の全米4位の獲得賞金額であった。

### その後
2度目の引退後も種牡馬として活動していた。勝ち上がり率は悪くなかったが、あまり目立った勝ち鞍を挙げる産駒には恵まれず、せいぜいイリノイダービー勝ち馬のシャープゲイリー（Sharp Gary 1971年生、せん馬）が出た程度であった。その子孫はすでに残っていない。
1975年、アメリカ競馬名誉の殿堂博物館はキャリーバックの戦績を評価し、同馬の殿堂入りを発表した。それから8年後の1983年に、キャリーバックはフロリダ州オカラの牧場で死亡、後にその遺灰はチャーチルダウンズ競馬場に送られ、同地に埋葬された。
1999年、アメリカの競馬情報誌ブラッド・ホースが選ぶ『20世紀のアメリカ名馬100選』において、キャリーバックは第83位に選ばれた。

## 評価

### 主な勝鞍
※当時はグレード制未導入
1960年（2歳） 21戦5勝
カウディンステークス、ガーデンステートステークス、レムゼンステークス
2着 - フロリダブリーダーズステークス、クリスティーナステークス、ドーヴァーステークス
1961年（3歳） 16戦9勝
エバーグレイズステークス、フラミンゴステークス、フロリダダービー、ケンタッキーダービー、プリークネスステークス、ジェロームハンデキャップ、トレントンハンデキャップ
2着 - ウッドメモリアルステークス
1962年（4歳） 18戦5勝
メトロポリタンハンデキャップ、モンマスハンデキャップ、ホイットニーステークス
2着 - セミノールハンデキャップ、ワイドナーハンデキャップ、グレイラグハンデキャップ、トレントンハンデキャップ、パームビーチハンデキャップ
1963年（5歳） 6戦2勝
トレントンハンデキャップ
2着 - バックアイハンデキャップ

### 年度代表馬
- 1961年 - アメリカ最優秀3歳牡馬

### 表彰
- 1975年 - アメリカ競馬名誉の殿堂博物館により、殿堂馬として選定される。
- 1975年 - コールダー競馬場に、同馬の名を冠した「キャリーバックステークス」が創設される。
- 1999年 - ブラッド・ホース誌の選ぶ20世紀のアメリカ名馬100選において、第83位に選ばれる。

## 血統表
| キャリーバックの血統（ピーターパン系 / Teddy 母内4x5=9.38%、 Chaucer 5x5=6.25%） | キャリーバックの血統（ピーターパン系 / Teddy 母内4x5=9.38%、 Chaucer 5x5=6.25%） | キャリーバックの血統（ピーターパン系 / Teddy 母内4x5=9.38%、 Chaucer 5x5=6.25%） | （血統表の出典）   | （血統表の出典） |
| 父 Saggy 1945 栗毛 アメリカ                                                      | 父の父Swing and Sway 1938 青鹿毛 アメリカ                                        | Equipoise                                                                        | Pennant            | Pennant          |
| 父 Saggy 1945 栗毛 アメリカ                                                      | 父の父Swing and Sway 1938 青鹿毛 アメリカ                                        | Equipoise                                                                        | Swinging           |                  |
| 父 Saggy 1945 栗毛 アメリカ                                                      | 父の父Swing and Sway 1938 青鹿毛 アメリカ                                        | Nedana                                                                           | Negofol            | Negofol          |
| 父 Saggy 1945 栗毛 アメリカ                                                      | 父の父Swing and Sway 1938 青鹿毛 アメリカ                                        | Nedana                                                                           | Adana              |                  |
| 父 Saggy 1945 栗毛 アメリカ                                                      | 父の母Chantress 1939 栗毛 アメリカ                                               | Hyperion                                                                         | Gainsborough       | Gainsborough     |
| 父 Saggy 1945 栗毛 アメリカ                                                      | 父の母Chantress 1939 栗毛 アメリカ                                               | Hyperion                                                                         | Selene             |                  |
| 父 Saggy 1945 栗毛 アメリカ                                                      | 父の母Chantress 1939 栗毛 アメリカ                                               | Surbine                                                                          | Bachelors Double   | Bachelors Double |
| 父 Saggy 1945 栗毛 アメリカ                                                      | 父の母Chantress 1939 栗毛 アメリカ                                               | Surbine                                                                          | Datine             |                  |
| 母 Joppy 1949 青鹿毛 アメリカ                                                    | 母の父Star Blen 1940 黒鹿毛 アメリカ                                             | Blenheim                                                                         | Blandford          | Blandford        |
| 母 Joppy 1949 青鹿毛 アメリカ                                                    | 母の父Star Blen 1940 黒鹿毛 アメリカ                                             | Blenheim                                                                         | Malva              |                  |
| 母 Joppy 1949 青鹿毛 アメリカ                                                    | 母の父Star Blen 1940 黒鹿毛 アメリカ                                             | Starweed                                                                         | Phalaris           | Phalaris         |
| 母 Joppy 1949 青鹿毛 アメリカ                                                    | 母の父Star Blen 1940 黒鹿毛 アメリカ                                             | Starweed                                                                         | Versatile          |                  |
| 母 Joppy 1949 青鹿毛 アメリカ                                                    | 母の母Miss Fairfax 1943 青鹿毛 アメリカ                                          | Teddy Beau                                                                       | Teddy              | Teddy            |
| 母 Joppy 1949 青鹿毛 アメリカ                                                    | 母の母Miss Fairfax 1943 青鹿毛 アメリカ                                          | Teddy Beau                                                                       | Beautiful Lady     |                  |
| 母 Joppy 1949 青鹿毛 アメリカ                                                    | 母の母Miss Fairfax 1943 青鹿毛 アメリカ                                          | Bellicent                                                                        | Sir Gallahad       | Sir Gallahad     |
| 母 Joppy 1949 青鹿毛 アメリカ                                                    | 母の母Miss Fairfax 1943 青鹿毛 アメリカ                                          | Bellicent                                                                        | Whizz Bang F-No.24 |                  |

母ジョッピーは未勝利馬で、プライスがクレーミング競走において265ドルで落札した馬であった。父サギーはイースタンショアステークスなどの勝鞍がある競走馬で、チェサピークトライアルにおいて3歳時のサイテーションを破った唯一の馬である。両親ともに、キャリーバック以外に目立った産駒はいない。

## 備考
1. ↑  引退当時にはさらに大柄になり、16ハンド2インチ（約167.6センチメートル）になっていた。
2. ↑  キャリーバックが3着、ヘイルトゥリーズンが5着。勝ち馬はチンチラ。
3. ↑  クロージャー（Crozier 1958年生、牡馬）はアメリカ出身の競走馬。父マイバブー、母ミスオリンピア。後の5歳時にサンタアニタハンデキャップを制している。殿堂馬プリサイショニストの父。キャリーバックに惜敗を続けたため、プライスはクロージャーの馬主であるフレッド・フーパーから嫌われてしまったという。
4. ↑  フォーアンドトゥエンティ（Four-and-Twenty 1958年生、牡馬）はアメリカ出身の競走馬。父ブループリンス、母シックスペンス。三冠路線後はハリウッドダービーで優勝、古馬になっても西海岸で活躍した。
5. ↑  グローブマスター（Globemaster 1958年生、牡馬）はアメリカ出身の競走馬。父ヘリオポリス、母ノーストリングス。三冠路線後にアーリントンクラシックステークスなどに優勝している。
6. ↑  この懸念は実際的中しており、キャリーバックは生涯で10ハロン（約2012メートル）以下の競走でしか勝鞍がなかった。
7. ↑  アンビオポイズ（Ambiopoise 牡馬、1958年生）はアメリカ出身の競走馬。同年のジャージーダービー勝ち馬であった。
8. ↑  この競走ではヨーキーが2着に降着しているが、キャリーバックには特に影響していない。
9. ↑  マンノウォーステークスは1959年（創設年）と1961年のみハンデキャップ競走として行われていた。1962年以降は現在まで定量戦となっている。
10. ↑  モンゴ（Mongo 1959年生、牡馬）は、アメリカ出身の競走馬。トレントンハンデキャップのほかにもユナイテッドネイションズハンデキャップ連覇や、1963年のワシントンDCインターナショナルを制するなど活躍、生涯で46戦22勝を挙げた。障害競走で活躍した殿堂馬ネジの半弟にあたる。
11. ↑  ザペッグ（Zabieg 1957年生、牡馬）は、ソビエト連邦出身の競走馬。ソ連を中心にポーランド・東ドイツなど東欧圏各地で出走し、35戦15勝を挙げた。主な勝鞍にカリーニンメモリアルやモスクワ大賞など。